# Bad Soden (Taunus)
Bad Soden (Taunus) (niem: Bahnhof Bad Soden (Taunus)) – stacja kolejowa w Bad Soden am Taunus, w kraju związkowym Hesja, w Niemczech. Jest stacją końcową na Sodener Bahn.
Znajduje się w centrum Bad Soden. Budynek stacji został wybudowany w 1847 roku. W południowym szczycie północnego skrzydła dołączone są elementy z drugiej dekady XX wieku. Budynek dworca jest zabytkiem kultury. 

## Historia
Stacja została otwarta w dniu 22 maja 1847 roku jako punkt końcowy Sodener Bahn. Umożliwiło to połączenie Bad Soden z najbliższymi miastami, w tym z powstałą w 1839 roku linią kolejową z Frankfurtu do Wiesbaden. W 1872 roku linia stała się częścią Preußische Staatseisenbahnen.
W ramach połączenia z S-Bahn Ren-Men, w 1978 roku, stacja zyskała dwa kolejne tory.
| Bad Soden (Taunus)               |
| Linia Sodener Bahn               |
| Sulzbach (Taunus)                |
| Linia Limesbahn (5,200 km)       |
| Sulzbach Nordodległość: 1,400 km |